# Riboză

Structura chimică a β-D-ribofuranozei, aceasta face parte din ARN

Riboza este un compus organic cu formula chimică C5H10O5; mai exact, o monozaharidă pentoză (un zahăr simplu), cu forma lineară H−(C=O)−(CHOH)4−H, și care are toate grupările de hidroxil pe aceeași parte în proiectarea Fischer.
Termenul se poate referi la ambii enantiomeri. Acesta, de obicei, indică D-riboză, care se găsește des în natură și este prezentată aici. Inversa ei sintetică (imaginea în oglindă) se numește L-riboză și nu e prezentă în natură.
D-riboza a fost descoperită în 1891 de Emil Fischer. E un epimer de carbon C'-2 a zahărului D-arabinoză (având doi izomeri numiți după sursa lor, guma arabică) iar riboza în sine e numită după transpunerea arabinozei.
Riboza (β-D-ribofuranoza) face parte din „peretele” organic al acidului ribonucleic (ARN). E înrudită cu dezoxiriboza, care se găsește în ADN. Derivați fosforilați ai ribozei precum ATP-ul și NADH-ul joacă roluri primare în metabolism. 